# 伊藤紗弥
伊藤 紗弥（いとう さや、1999年1月7日 - ）は、日本の女子ムエタイ選手、キックボクサー。尚武会所属。4歳の時からキックボクシングを始めムエタイの蹴り技を得意とする。メディアでは「天才ムエタイ少女」と称される。入場曲は島壽一成『Fighting girl』。現WBCムエタイ世界女子ミニフライ級王者。現WMC世界女子ミニフライ級王者。元WPMF世界女子ピン級王者。

## 来歴
4歳の頃からムエタイ式のキックボクシングを始める。小学5年生ながらも同学年の女子ではなく年上の男子相手に51戦44勝（19KO）5敗2分という戦績を残す。6歳でジュニアグローブ空手道大会トーナメントで優勝し、2008年には国際ジュニアキックボクシング連盟のチャンピオンとなった。『ナイナイのスポーツ絶対に負けられないガチバトル』では岡村隆史とムエタイで対決し、勝利を収めた。
中学2年生時の2012年12月にはプロのタイトルであるWPMF女子世界ピン級暫定王座を獲得（タイでは年齢制限がないためプロとして試合を行った）。
2014年4月27日、新宿FACEで開催される「ムエローク2014 1st」にてパク・ヘヨン戦で日本でのプロデビューを果たす。
2015年9月27日、WPMF世界女子ピン級王座を獲得。
2017年8月11日、WMC世界女子ミニフライ級王座を獲得。
2017年11月26日、WBCムエタイ世界女子ミニフライ級王座を獲得。

## 戦績

### プロ戦績
| キックボクシング 戦績 | キックボクシング 戦績 | キックボクシング 戦績 | キックボクシング 戦績 | キックボクシング 戦績 | キックボクシング 戦績 | キックボクシング 戦績 |
| --------------------- | --------------------- | --------------------- | --------------------- | --------------------- | --------------------- | --------------------- |
| 20 試合               | (T)KO                 | 判定                  | その他                | 引き分け              | 無効試合              |                       |
| 16 勝                 | 4                     | 13                    | 0                     | 1                     | 0                     |                       |
| 4 敗                  | 1                     | 3                     | 0                     | 1                     | 0                     |                       |

| 勝敗 | 対戦相手                         | 試合結果                 | 大会名 | 開催年月日     |
| ×    | Ayaka                            | 3R 1分51秒 KO パンチ連打 | 東京・新宿FACE RISE GIRLS POWER                                                                                    | 2020年2月11日  |
| ○    | 奥脇奈々                         | 5R 判定3-0               | The Battle of Muaythai BOM2-6                                                                                      | 2019年12月8日  |
| ×    | 小林愛三                         | 5R 判定                  | RISE | 2018年12月9日  |
| ○    | Little Tiger                     | 5R 判定2-0               | WSR「SUK WEERASAKRECK XII」 東京・ディファ有明 【WPMF世界女子ピン級タイトルマッチで初防衛】                        | 2016年3月21日  |
| ○    | ロージャナー・ロンポージム       | 5R 1分48秒 KO            | MAT vol.1 東京・ディファ有明                                                                                       | 2015年12月19日 |
| ○    | Little Tiger                     | 5R 判定3-0               | WSR「SUK WEERASAKRECK X」 東京・ディファ有明 【WPMF世界女子ピン級タイトルマッチ】                                  | 2015年9月27日  |
| ○    | ペッロンマニー・シッペッパヤー   | 5R 判定3-0               | タイ・パタヤ・テープラシットスタジアム                                                                             | 2015年8月21日  |
| ○    | 443                              | 5R 判定3-0               | WPMF JAPAN The Battle of Muaythai IX 神奈川・横浜大さん橋ホール 【WPMF日本女子ピン級タイトルマッチで2度目の防衛 】 | 2015年7月19日  |
| ○    | スーパーボール・パラドーンジム   | 4R 2分08秒 KO            | MuayThaiOpen31 東京・新宿FACE                                                                                      | 2015年6月28日  |
| ○    | キラッ☆Chihiro                   | 5R 判定3-0               | The Battle of Muaythai VII×ムエローク 東京・新宿FACE 【WPMF日本女子ピン級タイトルマッチで初防衛】                  | 2015年4月5日   |
| ○    | N/A                              | 3R KO                    | タイ・パタヤ | 2015年3月28日  |
| ○    | N/A                              | 5R 判定                  | タイ・MBK | 2015年2月12日  |
| ○    | キラッ☆Yuuki                     | 3R 判定3-0               | WPMF JAPAN The Battle of Muaythai VI 神奈川・横浜大さん橋ホール                                                    | 2014年12月7日  |
| ○    | 田嶋はる                         | 5R 判定3-0               | TENKAICHI 73 -ALL STARS- 沖縄・コザ・ミュージックタウン音市場 【WPMF日本女子ピン級王座決定戦 】                    | 2014年9月7日   |
| ×    | シルビー・ダグラス               | 5R 判定                  | クイーンズカップ2014 タイ・バンコク王宮前広場                                                                      | 2014年8月12日  |
| △    | 紅絹                             | 3R 判定1-0               | ムエローク2014 2nd 東京・新宿FACE                                                                                  | 2014年7月13日  |
| ×    | 田嶋はる                         | 3R 判定0-3               | TENKAICHI 71 沖縄・コザ・ミュージックタウン音市場                                                                  | 2014年5月18日  |
| ○    | パク・ヘヨン                     | 5R 判定3-0               | ムエローク2014 -1st- 東京・新宿FACE                                                                                | 2014年4月27日  |
| ○    | N/A                              | 5R 判定3-0               | タイ・バンコク・WPMF事務局特設会場 【WPMF世界ピン級暫定王座防衛戦】                                                | 2013年8月11日  |
| ○    | ホンクワ                         | 5R 判定3-0               | タイ王妃生誕記念イベント タイ・バンコク王宮前広場 【ワンソンンチャイ・ミニマム級タイトルマッチ】                   | 2012年8月12日  |
| ○    | ムアンシン・オーワンチャイ       | 5R 判定                  | タイ・アユタヤ | 2012年3月17日  |
| ○    | ペットシーヌン・シットジーフォン | 3R 判定                  | タイ王妃誕生日記念試合クイーンズカップ タイ・バンコクの大ブランコ記念塔広場                                        | 2011年8月12日  |

## 獲得タイトル
- 国際ジュニアキックボクシングチャンピオン
- WPMF世界女子ピン級暫定王座
- ワンソンンチャイ・ミニマム級王座
- WPMF日本女子ピン級王座
- WPMF世界女子ピン級王座
- WMC世界女子ミニフライ級王座
- 第3代WBCムエタイ世界女子ミニフライ級王座

## 出演作品

### バラエティ
- 志村&所の戦うお正月（2010年1月1日）ゲスト出演
- 速報!スポーツLIVE（2010年3月7日）
- ナイナイのスポーツ絶対に負けられないガチバトル - ゲスト出演
- ポケモンスマッシュ（2010年12月5日）ゲスト出演
- スクール革命!（2013年2月3日）ゲスト出演
- マツコ&有吉の怒り新党（2015年12月9日）